# Мазандерански език
Мазандеранският език е ирански език, говорен от около 4 милиона души в Северен Иран, главно в провинциите Мазандаран, Техеран, Алборз, Семнан и Голестан. Понякога е считан за диалект на персийския. Тясно свързан е с гилянския език.